# Achyra imperialis
Achyra imperialis là một loài bướm đêm thuộc họ Crambidae. Loài này được Sauber mô tả năm 1899. Loài này được tìm thấy trên đảo Luzon của Philippines.